# Revolutions (Jean-Michel-Jarre-Album)
Revolutions (franz. Titel Révolutions) ist ein überwiegend instrumentales Musikalbum des französischen Musikers Jean-Michel Jarre. Die erste Veröffentlichung erfolgte im August 1988 bei Disques Dreyfus in Frankreich bzw. bei Polydor im Rest der Welt. Revolutions ist Jarres insgesamt neuntes Studioalbum. Die höchste Chartplatzierung konnte es in England mit Platz 2 belegen. Das Album wurde am 8. und 9. Oktober 1988 in London, England bei einem großen Konzert in den Royal Victoria Docks komplett aufgeführt. Aus diesem Konzert wiederum entsprang das Live-Album Live (1996 in Destination-Docklands umbenannt).

## Besonderheit
Das Album musste aufgrund eines Rechtsstreits einige Zeit nach seiner ersten Veröffentlichung überarbeitet und neu veröffentlicht werden. Grund war ein von Jarre überarbeitetes Sample einer Ney, gespielt vom türkischen Ney-Spieler Kudsi Erguner und über den Tontechniker Xavier Bellinger an Jarre weiter gegeben, die das titelgebende Stück Revolutions eröffnete. Obwohl Erguner die Ney auf den beiden Konzerten in London spielte, war das Sample nicht zur Veröffentlichung auf CD gedacht, sondern für das Konzert der 200-Jahr-Feier des französischen Nationalfeiertages am 14. Juli 1990 bei La Défense in Paris. Erguner zog vor Gericht, der Rechtsstreit endete in einem Vergleich. Jarre entfernte die Ney aus dem Stück und ersetzte sie durch arabische Streicher, welche nun auch die Live-Aufführungen begleiteten. In späteren Ausgaben wurde der Titel von Revolutions in Revolution, Revolutions umbenannt.
Das Stück London Kid entstand aus einer Zusammenarbeit mit dem britischen Gitarristen Hank Marvin, der es auch auf den beiden Konzerten in London zusammen mit Jarre spielte.
September ist laut dem Begleittext zum Album eine Widmung an die afrikanische Politikerin Dulcie September, welche während der Eröffnung des African-National-Congress-Büros in Paris am 29. März 1988 ermordet wurde.

## Titelliste
Geschrieben und arrangiert von Jean-Michel Jarre.

### Titelliste im Vergleich
| 1988 (Ney)            |      | 1988 (Arabisches Streichorchester) |      | 1991 Remastered                    |      |
| --------------------- | ---- | ---------------------------------- | ---- | ---------------------------------- | ---- |
| Industrial Revolution | -:-- |                                    | -:-- |                                    | -:-- |
| Overture              | 5:20 | Industrial Revolution Overture     | 5:20 | Révolution Industrielle: Ouverture | 5:20 |
| Part 1                | 5:08 | Industrial Revolution Part 1       | 5:08 | Révolution Industrielle: Part 1    | 5:08 |
| Part 2                | 2:18 | Industrial Revolution Part 2       | 2:18 | Révolution Industrielle: Part 2    | 2:18 |
| Part 3                | 3:47 | Industrial Revolution Part 3       | 3:47 | Révolution Industrielle: Part 3    | 3:47 |
| London Kid            | 4:34 | London Kid                         | 4:34 | London Kid                         | 4:34 |
| Revolutions           | 5:01 | Revolutions                        | 4:55 | Revolution, Revolutions            | 4:57 |
| Tokyo Kid             | 5:22 | Tokyo Kid                          | 5:18 | Tokyo Kid                          | 5:22 |
| Computer Weekend      | 5:00 | Computer Weekend                   | 4:38 | Computer Weekend                   | 5:00 |
| September             | 3:52 | September                          | 3:52 | September                          | 3:52 |
| The Emigrant          | 3:56 | The Emigrant                       | 4:05 | L'Emigrant                         | 3:56 |

## Wichtige Versionen
| Jahr | Ausgabeform | Medium | Land                    | Label                    | Katalognummer             | Bemerkung                             |
| ---- | ----------- | ------ | ----------------------- | ------------------------ | ------------------------- | ------------------------------------- |
| 1988 | Original    | CD     | Frankreich, Deutschland | Disques Dreyfus, Polydor | 837 098-2, 837 098-2      | Erstausgabe Ney SPARS Code: ADD       |
| 1988 | Original    | CD     | Deutschland             | Polydor                  | 837 098-2                 | Neuausgabe Arabic                     |
| 1991 | Remastered  | CD     | Frankreich              | Disques Dreyfus          | 837 421 2                 | Serie 'Digitally Remastered'          |
| 1997 | Remastered  | CD     | Frankreich, Deutschland | Disques Dreyfus, EPIC    | FDM 36148-2, EPC 488142 2 | 96 kHz/24bit technology by Scott Hull |
| 2015 | Remastered  | CD     | Europa                  | Sony Music               | 88875046382               | by Dave Dadwater                      |

## Besetzung
- Jean-Michel Jarre – Synthesizer, Percussion
- Dominique Perrier – Synthesizer
- Michel Geiss – Synthesizer
- Francis Rimbert – Zusätzliche Synthesizerprogrammierung
- Jo Hammer – Synthesizer, Drums
- Guy DeLacroix – Bass
- The Bruno Rossignol Chor – Chor (Lieder 1, 2, 7)
- Female Choir From Mali – Chor (September)
- Kudsi Erguner – Ney (Revolutions)
- Hank Marvin – Gitarre (London Kid)
- Jun Miyake – Trompete und Megaphon (Tokyo Kid)
- Sylvain Durand – Fairlight CMI Synthesizer (Tokyo Kid)